# Ulrich von Hutten
Ulrich von Hutten (Burg Steckelberg, 21 de abril de 1488 — Ufenau, 29 de agosto de 1523) foi humanista, filólogo, erudito, poeta e reformador germânico que mais tarde se tornou um seguidor de Martinho Lutero e um reformador protestante.
Em 1519, ele era um crítico declarado da Igreja Católica Romana. Hutten foi uma ponte entre os humanistas da Renascença e a Reforma Luterana.
Ele era um líder dos Cavaleiros Imperiais do Sacro Império Romano junto com Franz von Sickingen. Ambos foram os líderes da Revolta dos Cavaleiros.

## Biografia
Sua vida pode ser dividida em quatro partes: sua juventude e vida de claustro (1488-1504); suas andanças em busca de conhecimento (1504–1515); sua contenda com Ulrich de Württemberg (1515–1519); e sua conexão com a Reforma (1510-1523). 

### Juventude e vida no claustro
Hutten nasceu no Castelo de Steckelberg, agora em Schlüchtern, Hesse. Ele era o filho mais velho de uma família pobre e não indistinta de cavaleiros. Como ele era de baixa estatura e doente, seu pai o destinou para o claustro e, quando ele tinha dez anos, seu pai o colocou no mosteiro beneditino próximo em Fulda para ser educado como monge. A escola monástica era muito conceituada na Alemanha e ele recebeu uma excelente educação. No entanto, ele não gostava desse modo de vida e, em 1505, fugiu para Colônia. Ele assim obteve sua liberdade, mas incorreu na raiva imorredoura de seu pai.

### Busca de conhecimento
Em Colônia, Hutten conheceu Hoogstraten, Johannes Rhagius (também conhecido como Johannes Aesticampianus) e outros estudiosos e poetas. Em 1506, ele foi para Erfurt, mas logo depois voltou a Rhagius em Frankfurt an der Oder, onde uma nova universidade estava sendo inaugurada. Lá ele fez seu mestrado e publicou seu primeiro poema. Em 1507, ele seguiu Rhagius para Leipzig. A Encyclopædia Britannica de 1911 relatou que, em 1508, um mendigo naufragou na costa da Pomerânia, enquanto a Nova Enciclopédia Internacional o descreveu como atingido pela peste e se recuperando.
Em 1509, ele estava estudando teologia na Universidade de Greifswald, onde foi inicialmente bem recebido. Em 1510, ele passou um tempo estudando teologia na Universidade de Wittenberg. 
No entanto, seus patronos burgueses não podiam tolerar os ares e vaidade do poeta e as afirmações inoportunas de sua posição superior. Portanto, Hutten deixou Greifswald e, ao partir, foi roubado de roupas e livros, sua única bagagem, pelos servos de seus falecidos amigos. No auge do inverno, meio faminto, congelado, sem um tostão, ele chegou a Rostock.
Em Rostock, novamente os humanistas o receberam com alegria e, sob sua proteção, ele escreveu contra seus patronos Greifswald, iniciando assim a longa lista de suas sátiras e ataques ferozes contra inimigos pessoais ou públicos. Rostock não conseguiu segurá-lo por muito tempo e ele vagou até Wittenberg, onde em 1511 publicou seu Ars Versificatoria, uma obra sobre versificação. Sua próxima parada foi Leipzig, e daí para Viena, onde esperava ganhar o favor do imperador Maximiliano com um elaborado poema nacional sobre a guerra com Veneza. Mas nem Maximilian nem a Universidade de Viena levantariam a mão por ele.
Então Hutten foi para a Itália e se estabeleceu em Pavia para estudar Direito. Em 1512, seus estudos foram interrompidos pela guerra: no cerco de Pavia pelas tropas papais e suíças, ele foi saqueado por ambos os lados e fugiu, doente e sem um tostão, para Bolonha. Em sua recuperação, ele serviu por um curto período como soldado particular no exército do imperador, mas em 1514 estava de volta à Alemanha. Graças aos seus dons poéticos e à amizade de Eitelwolf von Stein (falecido em 1515), ganhou o favor do eleitor de Mainz, o arcebispo Albert de Brandenburg. Aqui, sonhos elevados de uma carreira erudita se ergueram sobre ele: Mainz deveria se tornar a metrópole de um grande movimento humanista, o centro do bom estilo e da forma literária.

### Conflito com Ulrich de Württemberg
Mas o assassinato em 1515 de seu parente Hans von Hutten por Ulrich, duque de Württemberg, mudou todo o curso da vida de Hutten; a sátira, principal refúgio dos fracos, tornou-se sua arma. Com uma das mãos, ele participou da famosa Epistolæ Obscurorum Virorum (As cartas dos homens obscuros) e, com a outra, lançou cartas mordazes, orações ciceronianas eloquentes ou sátiras mordazes contra o duque. Essas obras o tornaram conhecido em toda a Alemanha.
Epistolæ Obscurorum Virorum foi escrito em apoio ao mentor de Hutten, o proeminente teólogo Johannes Reuchlin, que estava engajado em uma luta para evitar o confisco de textos hebraicos. Epistolæ continha uma série de cartas fictícias, endereçadas a Hardwin von Grätz, que sarcasticamente atacavam os teólogos escolásticos que agiam contra Reuchlin.
Hutten foi novamente para a Itália para obter o grau de doutor em leis e voltou para a Alemanha em 1517. Lá o imperador o tomou sob sua proteção e concedeu-lhe as honras de coroa e cavaleiro laureado de um poeta. No entanto, ele também poupou Ulrich, duque de Württemberg. Enquanto na Itália, Hutten tornou-se imbuído de um ódio feroz pelo papado, que ele atacou amargamente em seu prefácio a uma edição de De Donatione Constantini de Laurentius Valla, publicada em 1517. Assim, ele ajudou a preparar o caminho para Martinho Lutero.
Em 1518, Hutten acompanhou seu patrono, o arcebispo Albert, em várias viagens oficiais a Paris e à Dieta de Augsburgo, onde Lutero teve sua famosa conferência com Thomas Cajetan. Posteriormente, Hutten estabeleceu uma pequena gráfica e publicou panfletos escritos na língua alemã atacando o papa e o clero romano.

### Participação na Reforma
O arcebispo de Mainz Albrecht von Brandenburg denunciou-o em Roma, quando em 1519 Hutten tornou-se um apoiador de Lutero e de seus apelos por uma reforma religiosa. Ao contrário de Lutero, Hutten tentou impor a reforma por meios militares quando ele, junto com Franz von Sickingen, tentou iniciar uma cruzada popular dentro do Sacro Império Romano contra o poder da Igreja Católica Romana em favor da religião reformada de Lutero.
No que é conhecido como a Revolta dos Cavaleiros, eles atacaram as terras do Arcebispo de Trier em 1522. O arcebispo resistiu, no entanto, e os cavaleiros foram derrotados em 1523, destruindo-os como uma força política significativa dentro do império.
Após sua derrota, Hutten tentou convencer Erasmo de Rotterdam a se aliar à Reforma. Erasmo se recusou a tomar partido e também se recusou a ver Hutten quando este foi a Basiléia em 1523, doente e empobrecido, para vê-lo. Seu afastamento culminou em uma disputa literária entre os dois humanistas.
Hutten morreu recluso na ilha de Ufenau, no Lago Zurique.

## Trabalhos
Hutten era mais aberto na expressão de suas opiniões do que qualquer outro homem, provavelmente, de sua idade. Ele fez muito para preparar o caminho para a Reforma e promovê-la. Ele era um mestre da língua latina e se destacava em invectivas satíricas e apaixonadas. Sua vida literária é geralmente dividida em três períodos: (1) Período dos poemas latinos (1509–16); (2) período de cartas e orações (1515–17); (3) período de diálogos e cartas em latim e alemão (1517–23). Ao todo, ele publicou cerca de 45 obras diferentes.
Suas principais obras foram seu Ars versificandi (1511); o Nemo (1518); uma obra sobre o Morbus Gallicus (1519); o volume das reclamações de Steckelberg contra o duque Ulrich (incluindo suas quatro Ciceronian Orations, suas cartas e o Phalarismus também em 1519; o Vadismus (1520); e a polêmica com Erasmo no final de sua vida. Além desses, havia muitos poemas em latim e alemão.

### Letters of Obscure Men
Sua contribuição mais notável para a literatura foi sua parte das Epistolæ Obscurorum Virorum (Cartas de homens obscuros). A princípio, o mundo do claustro, não discernindo sua ironia, acolheu a obra como uma defesa de sua posição contra Johann Reuchlin; embora seus olhos fossem logo abertos pelo favor com que o mundo erudito o recebia. As Epistolæ foram compradas avidamente; a primeira parte (41 cartas) apareceu no final de 1515; no início de 1516, houve uma segunda edição; mais tarde, em 1516, um terceiro, com um apêndice de sete cartas; em 1517 apareceu a segunda parte (62 cartas), ao qual um novo apêndice de oito cartas foi anexado logo depois.
Até que ponto Hutten foi o pai dessa obra celebrada foi uma questão de muito tempo. Hutten, em uma carta endereçada a Richard Croke, negou que fosse o autor do livro, mas não há dúvida quanto à sua conexão com ele. Erasmo era de opinião que havia três autores, dos quais Crotus Rubianus foi o originador da ideia, e Hutten um contribuidor principal. DF Strauss concluiu que Hutten não teve participação na primeira parte, mas que sua mão é claramente visível na segunda parte, que Strauss atribuiu - junto com o tom mais sério e severo daquela parte amarga da sátira - na principal para Hutten. Holborn, no entanto, citando os estudos posteriores de Bömer, considera a questão da autoria "encerrada em todos os pontos essenciais". De acordo com eles, a primeira parte foi obra de Rubianus (exceto a primeira epístola, escrita por Hutten), enquanto o apêndice e a segunda parte foram em sua maioria por Hutten, com contribuições adicionais de Hermann von dem Busche e outros.

### A vida como um cavaleiro vassalo
Hutten escreve uma descrição gráfica da dureza da vida como um cavaleiro vassalo (um Lehnsmann ) na Europa medieval em uma carta para Willibald Pirckheimer (1470-1530) que dissipa o glamour com que a vida da nobreza às vezes é vista.

## Obras principais
- In Wedegum Loetz et filium eius Henningum querelarum libri duo. 1510.
- Nemo. 1510/1518.
- Epistolae obscurorum virorum. 1514/1516 (Mitwirkung).
- Phalarismus. 1517.
- Aula. 1518.
- Epistola suae vitae rationem exponens. 1518 (ver o artigo Lehnsmann).
- Arminius. 1519/1529 (postum veröffentlicht).
- Clag und Vormanung gegen den übermäßigen unchristlichen Gewalt des Bapsts zu Rom. 1520.
- Gesprächbüchlin (eigene Übersetzung von: Febris I & II, Vadiscus, Inspicientes). 1521.
- Ain new lied her Ulrichs von Hutten. 1521.
- Vermahnunge an die Freien und Reichstädt deutscher Nation. 1522.
- Expostulatio. 1523.
- Trias Romana Hulderichi Hutteni Equitis Germani Et Poetae Laureati: Dialogus Lectu Dignisssimvs: in quo Romani Pontificis ipsiusque satellitum scelera & turpitudines, fraudes, imposturae & rapinae mira brevitate & concinna suavitate describuntur / Primum ante annos LXVI. scriptus, & nunc studio & opera M. Johann Velius|Johannis Velii Einbecae ad S. Jacobum pastoris denuo in lucem editus. - Dusseldorpii: Albert Buys, 1588. Digitalisierte Ausgabe der Universitäts- und Landesbibliothek Düsseldorf